# Трубеж (приток Оки)
Тру́беж — река в России, протекает по территории города Рязани. Правый приток Оки. Длина реки составляет 10 км. Площадь водосборного бассейна — 790 км².
Образуется при слиянии рек Плетёнки и Павловки между городскими районами Мервино, Мервинские выселки и Ситники. Течёт на северо-восток до железной дороги, потом меняет направление течения на восточное. Протекает мимо Рязанского кремля. Устье реки расположено в 699 км по правому берегу реки Оки на высоте 92,2 м над уровнем моря. Судоходна на 2 км от устья для маломерного флота.
В междуречье рек Трубеж и Лыбедь находится исторический центр города — Рязанский кремль.

## Притоки (км от устья)
- река Дунайчик (Дунай) (пр)
- река Лыбедь (пр)
- река Павловка (пр)
- 10 км: река Плетёнка (лв)
- ручей Паника (пр)

## Происхождение названия
Существует две версии происхождения названия:
- южнорусское (перенесение названия левого притока Днепра)[6]
- от народного географического термина труба в значении «протока»[7].

## История

### Старое русло реки
Трубежем назывался рукав Оки, отделявшийся от неё, согласно карте Менде 1850 года, примерно в одной версте к северу от села Борки; в нескольких сотнях саженей от начала Трубежа в него впадала речка Быстрица. Русло Трубежа проходило вдоль Канищенского бугра, плавно поворачивало на юго-восток к Троицкому монастырю, с севера огибало монастырь, Троицкую слободу и город, и, сделав крутую излучину у Кремлевского холма, поворачивало на северо-восток, примерно через две версты вновь сливаясь с Окой. Общая протяжённость реки в то время составляла около 9½ верст (10 км).
На сегодняшний день старого русла реки Трубеж между поселком Ворошиловка и микрорайоном Канищево не существует. Напротив микрорайона Канищево в старом русле Трубежа проходит подводящий водоканал Трёхречье. Напротив поселка Ворошиловка расположено озеро Трубеж, старица реки. Ещё одна старица реки Трубеж расположена напротив горы Парка Морской славы микрорайона Канищево.
По данным карт Рязанской губернии у истока реки Трубеж на канале Трёхречье располагался мост, через который можно выехать на Костинский тракт по направлению через старое русло реки Ока напротив села Бортное.
- Карта Менде 1850 г.
- Карта Рязанского уезда 1797 г.
- План Рязани 1860
- Трубеж и его старицы на спутниковом снимке 1967 года
- Трубеж и его старицы на спутниковом снимке конца 1977 года.
- Старое русло реки Трубеж по карте 1850 г. и спутнику 2020 г.

Между старицей реки Трубеж и рекой Павловка проходил почтовый тракт на Москву через Зарайск и Коломну. Вся эта местность, между рекой Трубеж и Павловка, называлась отхожая пустошь Запавловская Стрелица и принадлежала Рязанскому архиерейскому дому.
В районе современного Соколенского железнодорожного моста находился Соколенский мост. Такое название он получил от находившегося вблизи его сокольего дома Рязанских князей. В 1606 году по жалованной грамоте царя Василия Ивановича Шуйского разрешалось протопопу Успенского собора с братией собирать церковные пошлины на Соколенском мосту что на реке Павловка и от устья реки Павловки вверх по Трубежу.
На левом берегу Трубежа, между Окой и старицей Трубежа, находился Борковской остров с селом Борки Рязанского уезда, носивший также названия Затрубежный остров и Струб.
По данным карт Рязанской губернии, старое русло Трубежа служила границей между землей села Канищево и Борки.
- Запавловская Стрелица №28
- Борковской остров
- Соколенский мост

Напротив набережной у храма Спаса на Яру река Трубеж делала дугообразный поворот по направлению к горе Борисоглебского собора. На берегу изгиба реки находилась выгонная градская земля.
- Карта Менде 1850 B
- Выгонная земля B

На левом берегу реки Трубеж, на Заповедном лугу (Троицкие луга), находился отхожий луг Переяславль-Рязанского архиерейского дома. В советское время на одной из частей архиерейского луга, в верхней части речной луки Трубежа, было прорыто новое русло, которое образовало остров, на котором расположен посёлок Остров.
- План Рязани 1909 г.
- Архиерейский луг №33.

### Спрямление старого русла
В период с 1973 по 1976 годы в районе Бутырок и приборного завода было проведено спрямление русла Трубежа: от места, где в начале XX века находился мост железнодорожной ветки, до излучины реки у пос. Остров было прорыто новое прямое русло реки длиной около 1,2 километра. После завершения спрямления русла, в 1976 году по бывшему левобережному лугу, ставшему после спрямления правобережным, по песчаной дамбе была проложена новая дорога — улица Солнечная.
В конце лета 1975 года, когда работы по спрямлению уже завершались, на участке, по которому проходило старое русло реки, был начат гидронамыв песка. Некоторое время и старое, и новое русла Трубежа сосуществовали одновременно, но в 1977 году намываемый песок и насыпь нового спуска к борковской дороге, реконструкция которой началась годом ранее, поглотили под собой большую часть старого русла. С конца 70-х годов на намытом на месте старого русла Трубежа песке развернулись строительные работы и в течение нескольких лет на нем были построены новые производственные корпуса приборного завода, а также жилые и административные здания вдоль Солнечной улицы.

По настоящее время (2024 год) за автостоянкой на Солнечной улице, напротив стадиона десантного училища сохранился участок старого русла реки длиной около трехсот метров. 
- Старое и новое русло Трубежа на спутниковом снимке 1975 года
- Вид на застройку песчаной дамбы, намытой на месте старого русла Трубежа. Деревья по центру и справа от центра снимка указывают место, где проходило старое русло реки. Снимок 1986 года.

- На берегу реки Трубеж

На берегу реки Трубеж, напротив перевоза через Оку, располагались закосные оброчные луга. По берегу Трубежа проходил почтовый тракт на город Владимир. По данным карт Рязанской области 1930-40 г. в районе устья реки Трубеж, работала пристань и плашкоутный мост через Оку.

На сегодняшний день на месте бывшего городского выгона и лугов для сенных покосов расположен Рязанский лесопарк. 
- Карта Менде  1850 г. №34
- Закосные луга  №34
- Выгонная земля B - С
- Карта РККА 1935-1941
- Сенные покосы села Борки №1

Напротив Рязанского кремля на берегу реки Трубеж расположен грузовой речной порт, Рязанский лесопарк, улицы: проезд Речников, ул. Рыбацкая, Лесопарковая, Затинная, Торговый городок.
На Михайловском шоссе от русла реки Трубеж (Павловка) отходит рукав ручья Паника, протекающий по границе между Юго-Западным промышленным узлом и микрорайоном Южный. Ручей Паника проходит по территории Гвардейского сквера в Октябрьском городке. В русле ручья Паника построены плотины и образованы Солдатские пруды.
По Плану генерального межевания Рязанского уезда Рязанской губернии 1797 г. ручей Паника назывался Паниковской водоток. До октябрьской революции ручей Паника находился на земле Троицкой и Ямской слободы. Местность на берегу реки Паника называлась Паниково поле (Паниковское поле).
В начале XX века на Паниковом поле вблизи Рюминой рощи на земле Ямской слободы строился посёлок, который назывался Паниковский посёлок или Новая стройка. В 1919 году посёлок Новая стройка был переименован в Ленинский посёлок (Ленпоселок). В советское время на Паниковском поле берега ручья Паника построили часть жилого микрорайона Горрощи.
- Карта 1797 г. Паниковской водоток (Паника)
- Карта Менде Рязанской губернии. Ручей Паника.

- Календарь Рязанской губернии на 1885 год.

Река Трубеж представляет собою собственно рукав реки Оки, верхняя часть которого летом пересыхает, а сообщается с Окою только в полую воду. Выше города в Трубеж впадает река Павловка, близ устья которой расположен Троицкий монастырь и река запружена мельничной плотиной из навоза. На низменный огород монастыря зимою сваливаются нечистоты, уносимые полою водою. Несколько сажень ниже устья Павловки в Трубеж впадает водосточный овраг (описывается овраг границы города, на котором расположена ж/д дорога), разделяющий город от Троицкой слободы, в низине которого устроены больничные нечистотные ямы, а выше по берегу, а частью на дне его много навоза из Артиллерийских конюшен и по нем стекают уличные нечистоты с Московской улицы, Троицкой слободы, Семинарской и Бутырской улиц.
- Материалы для географии и статистики России 1860 г.

В том месте, где Быстрица сливается с Окой, отделяется от сей последней другой, более значительный, рукав Трубежа. Длина его верст, ширина до 20 саженъ, глубина от одного до трех аршин, течение тихое и песчаный грунт дна. Правый берег Трубежа, также, как и Быстрицы, высок, а левый—луговой находится в общей долине Ока. В весеннее время производится в Трубеже нагрузка хлеба и входит незначительное число малых судов, преимущественно с лесом дровяным и строевым, а также с белым бутовым камнем и известковой плитой собственно для г. Рязани. В меженнее стояние вод, он вовсе не судоходен; а в зимнее представляет весьма удобное место для стоянки судов, коих ежегодно зимует здесь до 20. Устье находится у самой пристани рязанской, в полуторе версте от города. В Трубеж впадает небольшой ручей Лыбедь замечательный тем, что овражистая долина его пересекает губернский город в самой средине. Более значителен другой приток, речка Павловка, впадающая у самого города.